# Comuna Puchenii Mari, Prahova
Puchenii Mari (în trecut, Puchenii Crainici, Pucheni, precum și Răstoaica sau Răstoeni) este o comună în județul Prahova, Muntenia, România, formată din satele Miroslăvești, Moara, Odăile, Pietroșani, Puchenii Mari (reședința), Puchenii Mici și Puchenii-Moșneni.

## Așezare
Comuna se află în zona de câmpie din sudul județului, pe malul stâng al râului Prahova, în zona cursului său inferior, și este traversată de șoseaua națională DN1, care leagă Ploieștiul de București. Din acest drum, la Puchenii Mari se ramifică șoselele județene DJ139, care duce spre est la Râfov și Berceni (unde se termină în DN1A); și DJ140 care duce spre vest la Brazi și Târgșoru Vechi (unde se intersectează cu același DN1A) și se termină în alte drumuri județene.

## Demografie
Componența etnică a comunei Puchenii Mari
     Români (89,34%)
     Alte etnii (0,1%)
     Necunoscută (10,56%)
Componența confesională a comunei Puchenii Mari
     Ortodocși (87,19%)
     Adventiști (1,09%)
     Alte religii (0,51%)
     Necunoscută (11,2%)
Conform recensământului efectuat în 2021, populația comunei Puchenii Mari se ridică la 7.854 de locuitori, în scădere față de recensământul anterior din 2011, când fuseseră înregistrați 8.825 de locuitori. Majoritatea locuitorilor sunt români (89,34%), iar pentru 10,56% nu se cunoaște apartenența etnică. Din punct de vedere confesional, majoritatea locuitorilor sunt ortodocși (87,19%), cu o minoritate de adventiști (1,09%), iar pentru 11,2% nu se cunoaște apartenența confesională.

## Politică și administrație
Comuna Puchenii Mari este administrată de un primar și un consiliu local compus din 15 consilieri. Primarul, Constantin Negoi[*], de la Partidul Național Liberal, este în funcție din 2016. Începând cu alegerile locale din 2024, consiliul local are următoarea componență pe partide politice:
|  | Partid                      | Consilieri | Componența Consiliului | Componența Consiliului | Componența Consiliului | Componența Consiliului | Componența Consiliului | Componența Consiliului | Componența Consiliului |
|  | --------------------------- | ---------- | ---------------------- | ---------------------- | ---------------------- | ---------------------- | ---------------------- | ---------------------- | ---------------------- |
|  | Partidul Național Liberal   | 7          |                        |                        |                        |                        |                        |                        |                        |
|  | Partidul România în Acțiune | 3          |                        |                        |                        |                        |                        |                        |                        |
|  | Uniunea Salvați România     | 3          |                        |                        |                        |                        |                        |                        |                        |
|  | Partidul Social Democrat    | 2          |                        |                        |                        |                        |                        |                        |                        |

## Istorie
În 1871, Puchenii Mari era o comună în Plasa Câmpu, cu 1325 de locuitori.
La sfârșitul secolului al XIX-lea, pe teritoriul actual al comunei, erau organizate mai multe comune, toate incluse în plasa Crivina din județul Prahova. Comuna Puchenii Mari era reședința plășii Crivina, având 896 de locuitori, o școală mixtă în care învățau 76 de elevi (dintre care, 11 fete) și două biserici — una datând din 1861–1861 și alta din 1742. Comuna Pietroșani avea 847 de locuitori, o școală mixtă cu 63 de elevi și o biserică construită în 1760 și reparată în 1865. Comuna Puchenii Mici avea arondat și satul Odăile, având 641 de locuitori, o școală frecventată de 23 de elevi și o biserică ortodoxă. Comuna Pucheni-Miroslăvești avea 689 de locuitori și o școală mixtă în care în 1899 învățau 42 de elevi. Comuna Puchenii Moșneni avea 746 de locuitori, o școală frecventată de 46 de elevi în 1899 și o biserică ortodoxă construită în 1884 de localnicii din comună și din Puchenii Miroslăvești; locuitorii se ocupau cu agricultură și cu fabricarea de rogojini, pe care le vindeau în Ploiești și în București.
În secolul al XX-lea, a început un proces de comasare a acestor comune, incluse acum în plasa Câmpul, a cărui reședință a devenit comuna Puchenii Moșneni. Astfel, în 1925, comuna Puchenii Mici fusese desființată, satele ei fiind arondate comunei Puchenii Mari, denumită atunci Puchenii Crainici; tot atunci, comuna Puchenii-Miroslăvești a fost desființată și inclusă în comuna Puchenii Moșneni. Comuna Pietroșani, cu satele Pietroșani și Pușcași, avea 1497 de locuitori.
În 1950, comunele au trecut în raionul Ploiești din regiunea Prahova și apoi (din 1952) din regiunea Ploiești. În 1968, cele trei comune au revenit la județul Prahova, și au fost imediat comasate în comuna Puchenii Mari.

## Monumente istorice
În comuna Puchenii Mari se află trei monumente istorice de arhitectură de interes național: biserica de lemn „Sfinții Arhangheli Mihail și Gavriil” (1742) din cimitirul satului Odăile; biserica „Sfântul Gheorghe” (1855–1861) din Puchenii Mari; și biserica „Sfântul Nicolae” (1818) din cimitirul satului Puchenii Moșneni.
În rest, singurul obiectiv din comună inclus în lista monumentelor istorice din județul Prahova ca monument de interes local este situl de „la Cetățuie”, aflat în zona satului Odăile, unde s-au găsit urmele unei cetăți și ale unei așezări din perioada Latène.